# Патриарший экзархат Юго-Восточной Азии
Патриа́рший Экзарха́т Юго́-Восто́чной А́зии — экзархат Русской православной церкви на территории Сингапура, Восточного Тимора, Вьетнама, Индонезии, Камбоджи, КНДР, Республики Корея, Лаоса, Малайзии, Мьянмы, Папуа — Новой Гвинеи, Таиланда и Филиппин. Глава экзархата носит титул «митрополит Сингапурский и Юго-Восточно-Азиатский».

## История
Впервые православие на данной территории появилось в Корее в связи с деятельностью в начале XX века Корейской духовной миссии Русской православной церкви. После революции 1917 года, в условиях смуты и небывалого прежде рассеяния паствы Русской православной церкви по разным странам мира произошло появление первых русских приходов в Юго-Восточной Азии. В 1934 году был открыт приход в Маниле на Филиппинах и приходы в Голландской Ост-Индии (ныне Индонезия), которые в то время подчинялись Русской Зарубежной Церкви. Православной миссии в то время не велось, поэтому отъезд русских беженцев из Юго-Восточной Азии привёл к исчезновению этих приходов. Русская духовная миссия в Южной Корее в 1955 году перешла в Константинопольский Патриархат.
После распада СССР в Юго-Восточной Азии стало появляться всё больше выходцев из бывшего СССР и других традиционно православных стран. Однако православных приходов на этой территории практически не было, а у Московского Патриархата их не было вовсе. Постепенно ситуация начала меняться. В 1999 году игуменом Олегом (Черепаниным) был основан Свято-Никольский приход в Бангкоке. В 2001 году игумен Олег был назначен главой созданного тогда же Представительства Русской Православной Церкви в Королевстве Таиланд, к ведению которого были отнесены также Лаос и Камбоджа. С регистрацией Русской православной церкви в Таиланде стало возможным открывать приходы по всей стране, которых к 2018 году стало 10, причём для всех них были построены постоянные храмы. Кроме того, на острове Пхукет было построено и открыто духовное училище для подготовки православных клириков из коренных жителей Юго-Восточной Азии, перешедших в православие. Были созданы 3 прихода в Камбодже, причём для двух из них построены храмы. С 2014 года стала развиваться миссия на Филиппинах, где началось массовое обращение бывших аглипаянцев в православие; в 2018 году на Филиппинах насчитывалось 16 приходов Московского Патриархата, главным образом на острове Минданао. Во Вьетнаме были открыты две русские православные общины, одна — в городе Вунгтау (с 2002 года), другая — в Ханое (с 2016-го). В Индонезии храмы Московского патриархата действуют в столице Джакарте, в городе Сурабая и на острове Бали. На эти приходы Русская православная церковь посылала священников дабы окормлять как русскоязычных православных прихожан, так и обратившихся в православие местных жителей. При этом епархий, объединявших данные приходы, в Юго-Восточной Азии не было. Приходы находились в ведении Управления Московской патриархии по зарубежным учреждениям.
12 октября 2007 года епископу Сергию (Чашину) было поручено архипастырское окормление Успенского прихода в Сингапуре, 26 декабря 2012 года ему же поручено архипастырское окормление Михаило-Архангельского прихода в городе Куала-Лумпур в Малайзии.
21 октября 2016 года Священный Синод Русской православной церкви впервые назначил епископа Солнечногорского Сергия (Чашина) управляющим для приходов Московского Патриархата в странах Юго-Восточной и Восточной Азии. В его попечение были переданы приходы во Вьетнаме, Индонезии, Камбодже, Лаосе, Малайзии, Сингапуре, Филиппинах, КНДР и Республике Корее. Для Таиланда была образована отдельная структура — Патриаршие приходы в Таиланде, подчинённые непосредственно Патриарху Московскому и всея Руси.
28 декабря 2018 года Священный Синод Русской православной церкви констатировал «значительные успехи миссии Русской Православной Церкви в странах Юго-Восточной Азии, выражающимися в умножении числа храмов и общин, появлении духовенства из числа местного населения, увеличения интереса к русскому Православию, а также в связи с увеличением русскоязычного населения на постоянной или временной основе проживающего в странах этого региона» и образовал Патриарший Экзархат в Юго-Восточной Азии, включив в сферу «пастырской ответственности» указанного Экзархата Республику Сингапур, Социалистическую Республику Вьетнам, Республику Индонезия, Королевство Камбоджа, Корейскую Народно-Демократическую Республику, Корейскую Республику, Лаосскую Народно-Демократическую Республику, Малайзию, Республику Союз Мьянма, Республику Филиппины и Королевство Таиланд. По словам священника Александра Волкова: «Принципиально нового ничего не создано: церковная жизнь, которая существовала там ранее, теперь институциализирована в патриарший экзархат», при этом в отличие от Западноевропейского экзархата «все страны региона включены в одну епархию». В экзархат не вошли приходы РПЦЗ в этом регионе.
26 февраля 2019 года в составе экзархата образованы 4 епархии: Корейская, Сингапурская, Таиландская, Филиппинско-Вьетнамская, при этом Патриаршее благочиние приходов в Таиланде было упразднено. Также Синод утвердил Внутреннее положение о Патриаршем экзархате Юго-Восточной Азии. В связи с этим протоиерей Дионисий Поздняев отметил: «административное присутствие Московского патриархата в Азии стало превосходить аналогичное присутствие там Константинопольского патриархата, имеющего лишь три епархии — в Корее, Гонконге и Сингапуре».
25 августа 2020 года Священный Синод РПЦ постановил включить в сферу пастырской ответственности Сингапурской епархии государства Восточный Тимор и Папуа — Новая Гвинея и, тем самым, расширил границы патриаршего экзархата.

## Экзархи
- Сергий (Чашин) (с 28 декабря 2018 года)

## Епархии
По состоянию на октябрь 2022 года:
- Корейская (КНДР и Республика Корея)
- Сингапурская (Сингапур, Индонезия, Малайзия, Восточный Тимор, Папуа — Новая Гвинея)
- Таиландская (Таиланд, Камбоджа, Лаос и Мьянма)
- Филиппинско-Вьетнамская (Филиппины и Вьетнам)